# هنري بينز
هنري بينز (بالإنجليزية: Henry Binns)‏ هو موظف مدني جنوب أفريقي، ولد في 27 يونيو 1837 في سندرلاند في المملكة المتحدة، وتوفي في 6 يونيو 1899.